# Эфендиев, Октай Абдулкерим оглы
Октай Абдулкерим оглы Эфендиев (азерб. Oqtay Əbdülkərim oğlu Əfəndiyev; 26 марта 1926, Баку — 26 февраля 2013, Баку) — азербайджанский и советский историк-востоковед, основатель азербайджанской школы сефевидоведения, профессор, доктор исторических наук, член-корреспондент Национальной академии наук Азербайджана. Считается хорошо известным азербайджанским специалистом по истории Сефевидов.

## Биография
Октай Абдулкерим оглы Эфендиев родился 26 марта 1926 года в городе Баку в семье интеллигенции. Его отец Абдулкерим Юсиф оглы Эфендиев был выпускником Горийской учительской семинарии и факультета востоковедения Азербайджанского государственного университета, преподавал в родном Геокчае, читал лекции в Азербайджанском педагогическом институте. Мать Октая Кюбра-ханум Эфендиева работала в области здравоохранения. Когда Октаю было 8 лет, его отец скончался, и мальчику дали воспитание и образование его мать и дядя (брат матери) Расул Рза.
В 1945 году Эфендиев поступил на факультет востоковедения Азербайджанского государственного университета, в период с 1946 по 1950 год продолжил образование в Московском институте востоковедения, в отделе иранистики. В 1950 году вернулся в Баку, а с 1951 года был аспирантом Института востоковедения Академии наук СССР. Учась в аспирантуре, Эфендиев, по предложению своего научного руководителя Бориса Заходера, стал заниматься изучением истории Сефевидов.
В 1955 году Эфендиев защитил кандидатскую диссертацию, а в 1969 году — докторскую. В 1993 году получил звание профессора. Около 60 лет Октай Эфендиев работал в Инстиуте истории Национальной академии наук Азербайджана, а в 1975 году стал руководителем отдела истории Азербайджана средних веков института. С 2001 года был член-корреспондентом Академии наук Азербайджана.
За период своей научной деятельности Октай Эфендиев опубликовал около 200 научных и энциклопедических статей, докладов, тезисов, научных карт на азербайджанском, русском, английском, французском, персидском и др. языках. Более 50 его трудов были изданы за пределми Азербайджана (в Турции, России, Иране, Франции, Великобритании и др.). Эфендиев был участником около 30 международных научных конференций. Он являлся одним из авторов «Азербайджанской Советской Энциклопедии», изданной в Москве многотомной «Истории СССР», «Советской исторической энциклопедии», публиковавшейся в Стамбуле «Исламской энциклопедии», был членом редколлегии «Азербайджанской национальной энциклопедии».
Октай Эфендиев занимался также преподавательской деятельностью, в разное время читал лекции в Бакинском государственном университете и университете Мармара в Турции. В 1994—2004 гг. работал в Университете Хазар, был директором Института по изучению Кавказа и Центральной Азии. Библиографии Эфендиева были изданы Университетом Хазар (1996) и Институтом истории НАНА (2007). Эфендиев подготовил 6 докторов и 12 кандидатов наук.
За заслуги перед исторической наукой Октай Эфендиев был награждён медалью «За трудовую доблесть» (1982), орденом «Знак Почёта» (1982), а 14 февраля 2004 года за заслуги в развитии азербайджанской науки Октай Эфендиев распоряжением президента Азербайджана Ильхама Алиева был награждён орденом «Слава».
В 2006—2007 гг. Эфендиев был председателем экспертного бюро по истории Высшей аттестационной комиссии при Президенте Азербайджанской Республики.
В 2011 году во Всемирном азербайджанском конгрессе состоялся 85-летний юбилей со дня рождения Октая Эфендиева.
Октай Эфендиев скончался в ночь с 26 на 27 февраля 2013 года в Баку. Похоронен на II Аллее почётного захоронения в Баку.

## Научная деятельность
Работы Эфендиева были в основном посвящены изучению общественно-политической и социально-экономической истории Сефевидского государства, источниковедению и историографии того периода. Помимо этого Октай Эфендиев являлся автором статей по исследованию истории Ильханидов, Кара-Коюнлу, Ак-Коюнлу, Ширваншахов.
Многие свои работы Октай Эфендиев посвятил, гражданскому и военному устройству государств Кара-Коюнлу, Ак-Коюнлу и Сефевидов, деятельности Сефевидов в XV веке, внешней и внутренней политике Шаха Исмаила I, личности Шаха Тахмаспа I, последнему периоду государства Ширваншахов, роли тюркских племён в создании государства Сефевидов, Сефевидо-османским отношениям и др. Исследуя историю Сефевидов, Эфендиев изучал иранские, советские, зарубежные источники и даже не опубликованные ранее труды в рукописях, которые заказывал в Лондоне, Германии и т. д. Книга Эфендиева «Образование азербайджанского государства Сефевидов в начале XVI в.» (Баку, 1961) стала первой книгой в азербайджанской историографии, посвященной образованию государства Сефевидов в начале XVI века.
Статьи Эфендиева, посвященные персоязычным («Текмилатул-ахбар» Хаджи Зейналабдина Ширази, «Хуласатут-таварих», «Огуз-Наме» Рашид ад-Дина, «Тарихи Ильчийи Низамшах», «Зубдатут таварих», «Тарих-и шах Исмаил», «Хабибус-сияр», «Китаби-Диярбакирийя» Абу Бекра Техрани и др.), османоязычным (работы Ибрагима Рахимизаде) и европейским (работы Орудж-бека Баята, Минадои, Мембре и др.) источникам, по словам азербайджанского историка Намига Мусалы, донесли до научного сообщества много неизученных и оставшихся без должного внимания исторических сведений.
Статьи Эфендиева по историографии состоят из рецензий и критик работ таких историков, как А. Гулиев, А. Ализаде, С. Ашурбейли, В. Бартольд, Ф. Сюмер, Ф. Кырзыоглу, С. Эршахин, Р. Раисния, Дж. Хейят и др.
Октай Эфендиев занимался также изучением социально-экономических проблем периода средневековья в истории Азербайджана. В данной сфере у ученого имеются работы по добыче нефти в Баку в XIII—XVII вв., по формам феодальной земельной собственности в Азербайджане в XV—XVI вв., по форме союргал, по налогам тамга, по оседлым и кочевым группам населения в Среднем Востоке после монголо-татарских походов и др. Также у Эфендиева есть труды по истории таких регионов, как Карабах, Гянджа, Ширван, Тебриз, Ардебиль.
На работы Октая Эфендиева в своих исследованиях ссылались такие исследователи, как У. Флур, Х. Халм, И. П. Петрушевкий, Г. Р. Ромер, Жан-Поль Ру, Ф. Сюмер, Ю. Э. Брегель, И. Меликофф, А. Аллоуч, С. Китагава, О. Альтштадт, К. Куция, Э. Грюнер, А. Яман, М. Темизкан, Н. Четинкая, Е. И. Васильева, Л. П. Смирнова и др.

## Отзывы
Монография Эфендиева «Образование азербайджанского государства Сефевидов в начале XVI в.», по словам историка Джафара Ибрагимова, имеет большое значение для изучения истории Азербайджана второй половины ХV и начала ХVI вв. Эфендиев на основе многочисленных источников правильно, как отмечает Ибрагимов, «освещает узловые вопросы истории страны данной эпохи». Изучая историю Сефевидского государства, Октай Эфендиев, по словам азербайджанского историка Али Сойбата Сумбатзаде, привлекал «к научной разработке малоизвестные или вовсе не использованные до него источники и материалы». Азербайджанский историк Исмаил Мамедов называет Эфендиева «крупнейшим исследователем истории государства Сефевидов».
Исследователи Брюс Грант и Лале Ялчын-Хекманн называют Октая Эфендиева хорошо известным азербайджанским специалистом по истории Сефевидов. По словам немецкого востоковеда Ганса Ромера, в статье Эфендиева «Роль тюркоязычных племён в создании государства Сефевидов» (фр. Le role des tribus de la langue turque dans la creation de l'Etat Safavide), опубликованной в 1975 году в журнале «Turcica», даются важные детали по составу и структуре кызылбашских племён. Как отмечает французский тюрколог Ирен Меликофф, Фарук Сюмер и Октай Эфендиев показали, что если голова сефевидского движения находилась в Иране, то его тело находилось в Анатолии и Азербайджане. Американский антрополог Марджори Мандельштам Бальцер пишет, что книга Эфендиева «Азербайджанское государство Сефевидов в XVI веке» (Баку, 1981) раскрывает неоднозначный подход автора к исламу, который считается прогрессивным для своего времени, но не для советской эпохи.

## Семья
- Жена — Тюркан Алиашраф кызы Эфендиева[азерб.] (в девичестве — Гаджиева), языковед, доктор филологических наук[19].
  - Дочь — Вафа Октай кызы Эфендиева[20].

## Некоторые работы
Книги
- Образование азербайджанского государства Сефевидов в начале XVI в.. — Баку, 1961.
- Азербайджанское государство Сефевидов в XVI веке / Редактор академик А. А. Ализаде. — Баку: Элм, 1981. — 306 с.
- Azərbaycan Səfəvilər Dövləti (азерб.). — Баку, 1993. — 304 с.
- Azərbaycan Səfəvilər dövləti (азерб.). — Баку: Şərq-Qərb, 2007. — 407 с.

Статьи
- К некоторым вопросам внутренней и внешней политики Шаха Исмаила (1502 — 1524 гг.) // Труды Института истории АН Азерб. ССР.. — Баку, 1957. — Т. XII. — С. 150—180.
- Из истории социальной и политической борьбы в Азербайджане на рубеже XV — XVI вв. // Краткие сообщения Института востоковедения АН СССР. — 1960. — № 38. — С. 35—40.
- Некоторые сведения о последних ширваншахах Дербендской династии // Ближний и Средний Восток. — М., 1962.
- О малоизвестном источнике XVI в. по истории Сефевидов // Известия АН Азерб. ССР, серия обществ. наук. — 1964. — № 2. — С. 61—68.
- Искендер Мунши // Советская историческая энциклопедия. — 1965. — Т. VI. — С. 325.
- Исмаил I // Советская историческая энциклопедия. — 1965. — Т. VI. — С. 351.
- Дон Хуан Персидский или Орудж-бек Баят? // Известия АН Азерб. ССР, серия истории, философии и права. — 1966. — № 2. — С. 62—70.
- Минадои и его «История войн между турками и персами» // Известия АН Азерб. ССР.. — Баку, 1967. — № 1. — С. 59—66.
- Сефевие // Советская историческая энциклопедия. — 1969. — Т. XII. — С. 815.
- Сефевидов государство // Советская историческая энциклопедия. — 1969. — Т. XII. — С. 815. (совместно с А. П. Новосельцевым)
- Тахмасп I // Советская историческая энциклопедия. — 1973. — Т. XXIV. — С. 153.
- Узун-Хасан // Советская историческая энциклопедия. — 1973. — Т. XXIV. — С. 708.
- Le role des tribus de la langue turque dans la creation de l'Etat Safavide (фр.) // Turcica. — 1975. — No 6. — P. 24—33.
- Сефевиды // Большая советская энциклопедия. — 1976. — Т. XXIII. — С. 325. (совместно с А. П. Новосельцевым)
- Шахсевены // Советская историческая энциклопедия. — 1976. — Т. XVI. — С. 145.
- К освещению некоторых вопросов истории Сефевидов в современной иранской историографии // Против буржуазных фальсификаторов истории и культуры Азербайджана. — Баку, 1978.
- О периодизации истории Тебриза в XV-XVI вв. // Товарно-денежные отношения на Ближнем и Среднем Востоке в эпоху средневековья. — М., 1979. — С. 237—245.
- Новый труд по истории Сефевидского государства // Известия АН Азерб. ССР. Серия истории, философии и права. — Баку, 1979. — № 4. — С. 133—138.
- О подати тамга и ее значении в городской экономике Азербайджана и сопредельных стран в XV— XVI вв. // Ближний и Средний Восток. Товарно-денежные отношения при феодализме.. — М., 1980. — С. 238—243. (совместно с Ш. Б. Фарзалиевым)
- Сефевиды и Ардебильское святилище шейха Сефи // Бартольдовские чтения 1982 г. Тезисы докладов и сообщений.. — М., 1982.
- On Turkic language tribes in Azerbaijan and Eastern Anatolia in the XV-XVI centuries (англ.) // V. Milletlerarası Türkiye Sosyal ve İktisat Tarihi Kongresi: İstanbul, 21-25 Ağustos 1989 : tebliğ özetleri. — İstanbul: Marmara Üniversitesi Türkiyat Araştırma ve Uygulama Merkezi, 1989.
- Safavi Devletinin Kuruluşunda Türk Aşiretlerinin Rolü (тур.) // Yabancı Araştırmacılar Gözüyle Alevîlik: Tuttum Aynayı Yüzüme Ali Göründü Gözüme. — İstanbul: Ant Yayınları, 1989.
- Gence (тур.) // İslâm Ansiklopedisi. — 1996. — C. XIV. — S. 17—20.
- Немного о карабахских меликствах // The History of the Caucasus. The scientific-public almanac. — Баку, 2001. — № 3.
- Карабах в составе государств Каракоюнлу, Аккоюнлу и Сефевидов (XV-XVII вв.) // Карабах. Очерки истории и культуры. — Баку, 2004.
- Şirvan'da Osmanlı Hâkimiyetinin yerleşmesi ve ilk Osmanlı idari taksimatına dair (тур.) // Kebikeç: insan bilimleri için kaynak araştırmaları dergisi. — Ankara: Kebikeç Yayınları, 2007.